# Hans Björkman
Hans Björkman, född 24 januari 1730, död 26 november 1805 i Västervik, Kalmar län, var en svensk operasångare (bas).

## Biografi
Björkman var till en början musikdirektör och domkyrkoorganist (director musices) i Kalmar domkyrka. Han debuterade som översteprästen i Thetis och Pelée, när Kungliga Operan i Stockholm öppnades den 18 januari 1773 och stannade där till 1803. Bland de roller, i vilka Björkman utmärkte sig, nämns Polyfemus i Händels Acis och Galathea, men framför allt Herkules i Lullys Alceste, i vilken han ansågs ”icke äga sin like”. Samma år som han debuterade på Operan blev han även inspektor för Långholmens spinnhus. Björkman avled 26 november 1805 i Västervik av ålderdom.
Björkman gifte sig 4 januari 1771 i Västervik med Maria Lorentzen (född 1747). Dotter till handlanden Peter Lorentzen och Christina Bauman i Västervik. De fick tillsammans barnen Fredrika Albertina Björkman som var gift med krigsrådet Erik Wilhelm Weste, Christina Björkman som var gift med löjtnanten Fredrik Uhrlin och bataljonsläkaren Per Björkman.

## Roller
| År   | Roll                  | Produktion               | Regi | Teater                  |
| ---- | --------------------- | ------------------------ | ---- | ----------------------- |
| 1773 | Gudar av Jupiters hov | Thetis och Pelée         |      | Stora Bollhuset         |
| 1773 | Polyfem               | Acis och Galathea        |      | Stora Bollhuset         |
| 1774 | Hilas                 | Silvie                   |      | Stora Bollhuset         |
| 1776 | Dorvals far           | Lucile                   |      | Stora Bollhuset         |
| 1777 | Courchemin            | Alexis eller Deserteuren |      | Stora Bollhuset         |
| 1778 | Hövdingen för de vita | Amphion                  |      | Stora Bollhuset         |
| 1778 | Ali                   | Gripon och Martin        |      | Stora Bollhuset         |
| 1781 | Herkules              | Alceste                  |      | Stora Bollhuset         |
| 1783 | Thoas                 | Iphigenie uti Tauriden   |      | Gustavianska operahuset |
| 1787 | Hidraot               | Armide                   |      | Gustavianska operahuset |
| 1788 | Översteprästen        | Cora och Alonzo          |      | Gustavianska operahuset |
| 1795 | En väpnare            | Lodoïska                 |      | Gustavianska operahuset |
| 1799 | En ordonnans          | Den unge arrestanten     |      | Gustavianska operahuset |
| 1802 | Jupiter               | Venus och Adonis         |      | Gustavianska operahuset |
| 1802 | Catrou                | Gubben i Bergsbygden     |      | Gustavianska operahuset |